# Unión Progreso y Democracia Comunidad Valenciana
Unión Progreso y Democracia Comunidad Valenciana (UPyD-CV) era la agrupación territorial de UPyD en la Comunidad Valenciana.

## Funcionamiento interno
El máximo órgano de gobierno de UPyD en las comunidades autónomas es el Consejo Territorial. En cada provincia puede haber un Delegado Provincial, designado por el Consejo Territorial. El Consejo Territorial de UPyD en la Comunidad Valenciana, elegido el 7 de mayo de 2016, está formado por las siguientes personas:
- Coordinador Territorial: Manuela Nicolás Amorós
- Responsable de Organización: Raimundo García Olcina
- Vocal: Arturo Ortigosa Blanch
- Vocal: Beatriz Rabasa Sanchis
- Vocal: María Cerdán Mateo
- Vocal: María José Costa Medrano
- Vocal: Pascual Muñoz Muñoz
- Vocal: Richard Muñoz Martínez
- Vocal: Vidal ortega Calvo

## Resultados electorales
Tras las Elecciones Generales de 2011, uno de los diputados en el Congreso es el actor valenciano Toni Cantó, elegido por la circunscripción de Valencia. Durante la campaña electoral, Cantó fue entrevistado en el programa de Canal 9 La Tertulia. Dos días más tarde se sabría que UPyD, sin presencia en las Cortes Valencianas, no participaría en los debates de la cadena, hecho justificado por RTVV por la falta de "arraigo político" de la formación en la comunidad. Cantó, por su parte, calificó la decisión de la televisión pública valenciana de "atropello".

### Elecciones autonómicas
| Elecciones                                  | Votos  | %    | pp   | Diputado(s) | Crecimiento · Decrecimiento | Referencias |
| ------------------------------------------- | ------ | ---- | ---- | ----------- | --------------------------- | ----------- |
| Elecciones a las Cortes Valencianas de 2011 | 60.859 | 2,48 | New  | 0           | Sin cambios                 | [ 3 ]       |
| Elecciones a las Cortes Valencianas de 2015 | 28.754 | 1,16 | 1,32 | 0           | Sin cambios                 | [ 4 ]       |

### Elecciones municipales
En las elecciones municipales de 2011, UPyD obtuvo representación en la provincia de Alicante, donde entró con un concejal en los ayuntamientos de Alicante, Elda y obtuvo tres en el de Novelda.
En junio de 2014 el concejal de Elda, César González, abandonó la formación, pasando a ser un concejal no adscrito.
En las elecciones municipales de 2015, UPyD obtuvo representación en la provincia de Alicante, donde entró con un concejal en los ayuntamientos de Albatera, San Fulgencio,  Callosa de Ensarriá, dos en San Miguel de Salinas y obtuvo seis en el de Novelda.
| Elecciones                               | Votos  | %    | pp   | Concejales | Crecimiento · Decrecimiento | Referencias |
| ---------------------------------------- | ------ | ---- | ---- | ---------- | --------------------------- | ----------- |
| Elecciones municipales españolas de 2011 | 34.289 | 1,37 | New  | 5          | 5                           | [ 6 ]       |
| Elecciones municipales españolas de 2015 | 34.492 | 1,38 | 0,01 | 11         | 6                           | [ 7 ]       |

### Elecciones generales
En las Elecciones generales de España de 2011 UPyD fue la cuarta fuerza política más votada de la comunidad, y obtuvo un escaño en el Congreso de los Diputados por la circunscripción de Valencia, para el actor Toni Cantó. En aquella provincia, UPyD fue quinta fuerza política, por detrás de Compromís.
| Elecciones                             | Votos   | %    | pp   | Diputado(s) | Crecimiento · Decrecimiento | Referencias |
| -------------------------------------- | ------- | ---- | ---- | ----------- | --------------------------- | ----------- |
| Elecciones generales de España de 2008 | 19.294  | 0,70 | New  | 0           | Sin cambios                 | [ 8 ]       |
| Elecciones generales de España de 2011 | 146.064 | 5,60 | 4,90 | 1           | 1                           | [ 9 ]       |
| Elecciones generales de España de 2015 | 17.303  | 0,65 | 4,95 | 0           | 1                           | [ 10 ]      |
| Elecciones generales de España de 2016 | 5.521   | 0,21 | 0,44 | 0           | Sin cambios                 | [ 11 ]      |